# Thợ rèn
Thợ rèn sắt là người thợ rèn chế tạo vật dụng từ gang hay thép bằng cách rèn kim loại, sử dụng công cụ để đóng, bẻ cong và cắt.

## Sách tham khảo
- Andrews, Jack. New Edge of the Anvil, 1994.
- Einhorn, David, M. Civil War Blacksmithing:: Constructing Cannon Wheels, Traveling Forge, Knives, and Other Projects and Information, 2010.
- McRaven, Charles. The Blacksmith's Craft, originally published in 1981 as Country Blacksmithing.
- Sims, Lorelei. The Backyard Blacksmith — Traditional Techniques for the Modern Smith, 2006.
- Holmstrom, John Gustaf. Modern Blacksmithing, Rational Horse Shoeing and Wagon Making (With Rules, Tables, Recipes, Etc.)